# Cornigerius
Cornigerius är ett släkte av kräftdjur som beskrevs av Mordukhai-Boltovskoi 1967. Cornigerius ingår i familjen Podonidae.
Släktet innehåller bara arten Cornigerius maeoticus.